# أفياء
أفْيَاء أو الأفياء أو الفيء (الاسم العلمي Nisaetus)، جنس طيور من العقبان وفصيلة البازية. يتميز بقنزعته الطويلة الريش المنعطف على العنق. جثته مستطيلة، متوسط القد. أعطانه مناطق آسيا الاستوائية.

## الأنواع
| الصورة | الاسم العلمي                                   | الاسم الشائع | التوزيع                                           |
| ------ | ---------------------------------------------- | ------------ | ------------------------------------------------- |
|        | Nisaetus alboniger (Blyth, 1845)               | أفياء بليث   | شبه جزيرة الملايو وسنغافورة وسومطرة وبورنيو       |
|        | Nisaetus bartelsi Stresemann, 1924             | أفياء جاوي   | جاوة                                              |
|        | Nisaetus cirrhatus (Gmelin, 1788)              | أفياء متغير  | الهند وسريلانكا وإندونيسيا والفلبين               |
|        | Nisaetus floris (E. Hartert, 1898)             | أفياء فلوريس | جزر سوندا الصغرى                                  |
|        | Nisaetus lanceolatus Temminck & Schlegel, 1844 | أفياء سولاوي | جزر سولا                                          |
|        | Nisaetus nanus Wallace, 1868                   | أفياء والاس  | بروناي واندونيسيا وماليزيا وميانمار وتايلاند      |
|        | Nisaetus nipalensis (Hodgson, 1836)            | أفياء جبلي   | الهند ونيبال وتايلاند وتايوان واندونيسيا واليابان |
|        | Nisaetus kelaarti (Legge, 1878)                | أفياء ليغ    | يمتد موطنه من جنوب الهند حتى سريلانكا             |
|        | Nisaetus philippensis Gould, 1863              | أفياء فلبيني | الفلبين                                           |
|        | Nisaetus pinskeri Preleuthner and Gamauf, 1998 | أفياء بنسكر  | الفلبين                                           |